# مرزبان بن رستم بن شروین طبری
اسپهبد مرزبان بن رستم بن شروین بن رستم بن قارن از اسپهبدان باوندی مازندران بوده که نویسنده کتاب مرزبان‌نامه نیز هست. وی در قرن چهارم هجری زندگی می‌کرده‌است و اهل منطقه پریم از توابع دودانگه از شهرستان ساری بوده‌است.

## زندگی
به گفته هلال الصابی مورخ، مرزبان خواهری به نام سیده شیرین داشت که همسر فخرالدوله حاکم آل بویه و مادر مجدالدوله بود. با این حال، طبق قابوس‌نامه نوشته کیکاووس حاکم زیاری (که از تبار باوند بود)، سیده شیرین خواهرزاده مرزبان بود. در مورد سلطنت پادشاهان باوندی پس از مرگ رستم دوم سردرگمی‌ زیادی وجود دارد. در سال ۹۸۶م. دیگر از مرزبان به عنوان حاکم خاندان باوند نام برده نمی‌شود و در عوض از یک شروین سوم نام برده می‌شود. بعداً از شهریار سوم بعنوان حاکم سلسله باوند در سال بعد نام برده می‌شود. از مرزبان نیز بار دیگر در منابع نام برده می‌شود، زیرا وی شهریار سوم را خلع کرده و خود را به عنوان حاکم خاندان باوند احیا کرده‌است. در سال ۹۹۸م. شهریار سوم با کمک‌ زیاری ها به طبرستان بازگشت و پایتخت باوندی پریم را از مرزبان بدست آورد. با این حال، مرزبان با کمک آل بویه، توانست به سرعت او را از شهر دفع کند. شهریار سوم به زودی یک ضد حمله دیگر انجام داد و مرزبان را شکست داد. شهریار سوم سپس بر تخت سلطنت باوندی نشست، و استقلال خود را از حکومت زیاریان اعلام کرد. مرزبان از این فرصت استفاده کرد و به عنوان نایب زیاری‌ها شناخته شد و تاج و تخت خود را بدست آورد. شهریار سوم سپس به ری فرار کرد و در آنجا در سال ۱۰۰۰(میلادی) درگذشت. در سال ۹۹۹م. دانشمند مشهور ایرانی ابوریحان بیرونی از بارگاه مرزبان دیدار کرد. مرزبان احتمالاً تا سال ۱۰۰۶(میلادی) سلطنت می‌کرد، زمانی که خاندان باوند توسط فرمانروای زیاری قابوس به پایان رسید.
با این وجود، چندین شاهزاده باوندی همچنان در مناطق کوچک محلی مازندران به حکومت ادامه دادند. از یک شاهزاده باوندی به نام ابو جعفر محمد در کمک به مجدالدوله علیه شورشی دیلمی ابن فولاد در سال ۱۰۱۶م. و علیه حاکم کاکویی محمد بن رستم دشمنزیار در سال ۱۰۲۸ نام برده می‌شود که ممکن است خودش از تبار باوندیان باشد.

## آثار ادبی

### مرزبان نامه
عمده شهرت او به خاطر نوشتن کتاب مرزبان‌نامه است که به زبان مازندرانی و به تقلید از کتاب کلیله و دمنه نوشته شده‌است. اصل تبری این کتاب از دست رفته و تنها ترجمه‌های فارسی آن موجود است.
مرزبان‌نامه، توسط اسپهبد مرزبان بن رستم بن شهریار بن شروین بن رستم بن سرخاب بن قارن و به زبان مازندرانی نوشته شد. بعدها سعدالدین وراوینی آن را از زبان طبری به فارسی دری ترجمه کرد. مرزبان‌نامه از جمله شاهکارهای بلامنازع ادب و مازندرانی در نثر مصنوع مزین است. بسیاری از موارد مرزبان نامه از حد نثر مصنوع متداول گذشته و صورت شعری دل‌انگیز یافته‌است. وراوینی چند سال بعد از اولین ترجمهٔ مرزبان‌نامه یک بار دیگر دست به ترجمهٔ این کتاب از زبان مازندرانی به فارسی زد. مرزبان‌نامه وراوینی در نه باب، یک مقدمه و یک ذیل است. این کتاب از زبان حیوانات و به تقلید از کلیله و دمنه نوشته شده‌است. در واقع نویسندهٔ کتاب از طریق داستان‌های غیر مستقیم و از زبان حیوانات، پند و اندرزهای خود را به پادشاه زمان خود می‌گوید. این روش در میان خردمندان هندی و ایرانی رواج داشت و در ایران پس از اسلام نیز ادامه یافت. تاریخ ترجمهٔ مرزبان‌نامه و تهذیب آن به دست وراوینی دقیقاً معلوم نیست، ولی در هر صورت بین سال‌های ۶۰۷ تا ۶۲۲ بوده‌است. عنصرالمعالی کیکاووس در قابوس‌نامه و ابن اسفندیار در تاریخ طبرستان از مرزبان‌نامه نام برده‌اند.
در حال حاضر نسخهٔ این کتاب به زبان مازندرانی وجود ندارد و بسیاری این را به خاطر آب و هوای مرطوب مازندران می‌دانند. البته ترجمه‌های فارسی، ترکی و انگلیسی آن موجود است.
گفته می‌شود کتاب امروزی مرزبان نامه در واقع بازسازی سعدالدین واراوینی است و با اصل تبری کتاب کمی تفاوت دارد.

### نیکی نامه
علاوه بر مرزبان‌نامه، دیوان شعری از او به جا مانده‌است که «نیکی‌نامه» نام دارد.

## احترامابوریحان بیرونیبه مرزبان
ابو ریحان بیرونی کتاب مقالید علم الهیئه ما یحدث فی بسیط الکره خود را تقدیم این اسپهبد باوندی کرده‌است.